# گوردی هاو
گوردی هاو (انگلیسی: Gordie Howe؛ زاده ۳۱ مارس ۱۹۲۸ – درگذشته ۱۰ ژوئن ۲۰۱۶) یک بازیکن هاکی روی یخ اهل کانادا بود.